# Кобальтин
Кобальти́н, кобальтовый блеск или блестящий кобальтовый колчедан — сравнительно редкий минерал с химической формулой CoAsS (Со 35,41 % (26-34 %), As 45,26 % и S 19,33 %; может быть до 10 % железа, различное содержание никеля). Является одним из основных минералов кобальтовых руд. Встречается в Тунаберге (Швеция), Кобальте (провинция Онтарио, Канада), Дашкесане (Азербайджан), Норвегии, Германии, Корнуолле, Австралии, Конго и Марокко.